# المحلية العالمية
«المحلية العالمية» هي نهج ابتكاري اجتماعي للتنمية المجتمعية يسعى إلى ربط المجتمعات العالمية والمحلية عبر الهياكل الأساسية المرنة والتي تقرب الإنتاج من الاستهلاك بناءاً على أنظمة شبكية موزعة.
تدعم المحلية العالمية شبكة اتصال عالمية لمجتمعات متبادلة الدعم (الأحياء السكنية والقرى والمدن والأقاليم) التي تتشارك وتتبادل فيما بينها المعرفة والأفكار والمهارات والتكنولوجيا والثقافة والموارد البيئية والاجتماعية المستدامة ويهدف ذلك النهج إلى دعم علاقة متبادلة ومبتكرة بين المحلي والعالمي.
تهدف المحلية العالمية لتحديد المشكلات التي تنبثق عن فكرة «العولمة» أو بمعنى أخر إدراج الثقافات والاقتصاديات المحلية تحت نظام عالمي متجانس وغير مستدام، ، وفي الوقت ذاته تجنب مخاطر «التوطين» مثل: محدودية التفكير «ضيق الأفق» والانعزالية.
ويصف الباحث الإيطالي بالنهج الاجتماعي الابتكاري «إنزو مانسيني» المحلية العالمية على أنها إمكانية توليد «شعوراً مختلفاً بالمكان». ووفقاً للمحلية العالمية فإن الأماكن لا تعد كيانات منعزلة بل نقاط التقاء بشبكات اتصال طويلة المدى وقصيرة المدى، حيث أن الشبكات قصيرة المدى تستحدث وتعيد تجديد البنية الاقتصادية والاجتماعية المحلية بينما الشبكات طويلة المدى تربط مجتمع معين بباقي العالم.
ويتم تعريف المحلية العالمية أنها موضوع يركز على مصممي المرحلة الانتقالية الذين يستكشفون الانتقال المجتمعي نحو مستقبل أكثر استدامة.